# 룬석

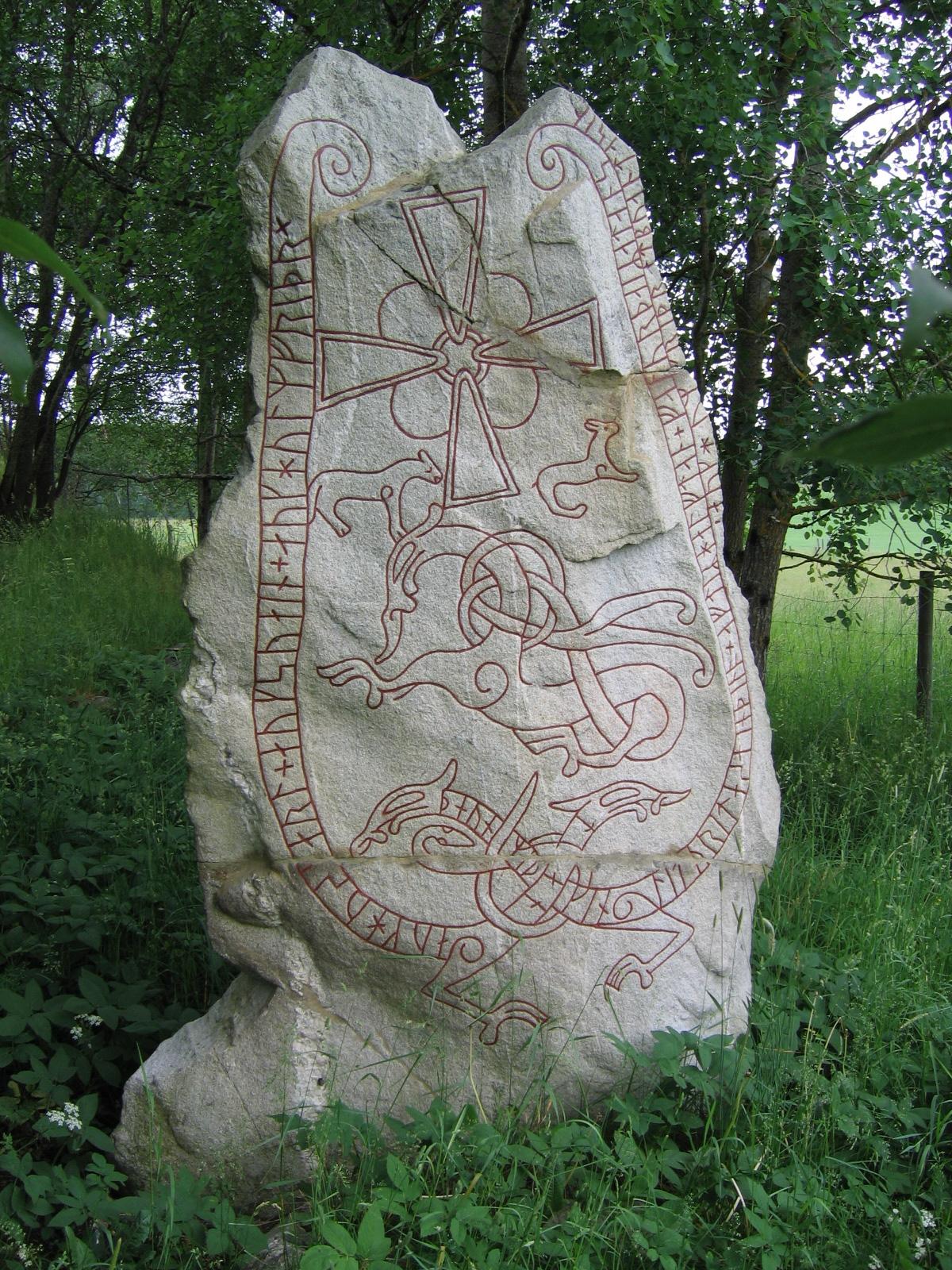
링스베르그의 룬석의 하나, U 240

룬석(스웨덴어: runsten, 영어: runestone)은 룬 문자가 새겨진 돌이다. 중세 초기 이후로 보여져 700년부터 1100년 즈음의 바이킹 시대에 가장 많이 만들어졌다. 스칼드에 의한 구술의 전통을 선택했기 때문에, 서유럽에 비하면, 스칸디나비아는 중세 초기의 역사에 대해 기술에 의한 증거가 부족하다. 최초의 법전이나 역사가 편집된 것은 12세기가 되고 나서였다. 현존하는 초기의 시대의 것으로 특정된 텍스트는 동전에 기록된 것이 2, 3개와 목편이나 금속제의 창의 이삭 끝에 새겨진 룬 문자의 사이에 몇 개인가 찾아낼 수 있는 것만으로, 대부분은 돌에 새겨진 상태로 발견되고 있다.

## 해설
스칸디나비아에서는 대략 6천 개의 룬석이 발견되고 있다. 그 중 3천 개는 스웨덴에서 발견되어 새겨진 룬 문자로부터 10세기, 11세기에 만들어진 것이라고 알고 있다. 그러한 안에는 노천의 피오르의 바위의 표면으로 보여지는 것이나, 공원이나 교정에 놓여져 있는 것도 있다. 룬석의 대략 10퍼센트는 해외에 가서 죽은 인물을 알리는 것이다. 이러한 기술은 라틴어로 쓰여진 '성벨탄의 연대기' (en)나 '쿠레모나의 리우트프란트' (en)와 동시대의 것이며, 그 중에는 비잔티움을 방문한 스칸디나비아 주민 르시족의 기록 등, 가치 있는 정보를 포함하고 있다.
비석에 새겨진 명은 사건이나 개인의 특정 등 역사적인 움직이지 않는 증거는 되지 않지만, 그 대신에 말이나 시의 발달, 혈족 관계나 명명의 습관, 이주, 토착의 북유럽 신화의 서술, 지명, 정보 전달, 바이킹은 물론 교역 원정에 대해서도, 그리고 종종, 기독교의 전파 등을 읽어낼 수 있다. 스칸디나비아의 역사학자에게 룬돌은 고대 스칸디나비아 사회에 대한 주요한 정보원이 되지만, 개개의 비석의 연구로 얻을 수 있는 것은 그다지 많지 않다. 비석이 가져오는 다양한 정보로부터, 비석의 건립의 경향과 이유가 지역 각각으로 차이가 난다는 것을 알 수 있다.

## 관습

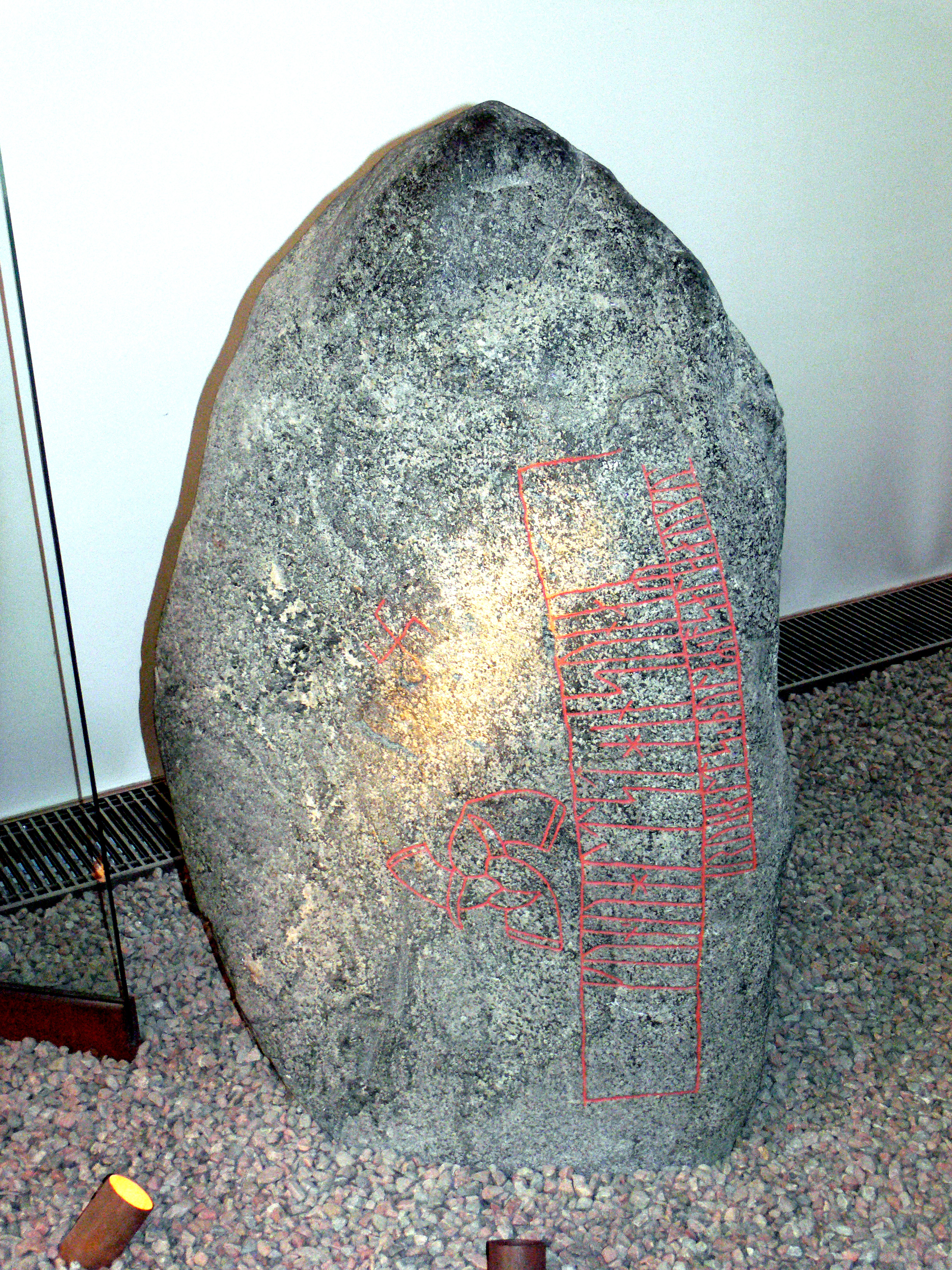
The :en:Snoldelev stone, 덴마크에서 가장 오래된 룬돌의 하나.

룬석을 건립하는 습관은 전 로마 철기시대부터 로마 철기시대에 걸쳐 만들어진 고인의 실적을 칭송하는 비석 선돌을 세우는 습관으로부터 발달한 것이라고 생각되고 있다. 그 습관에 대해서는 13세기에 편찬 된 헤임스크링글라나 바이킹 시대에 편찬 되었다고 생각되는 높으신 분이 말하기를이 언급되고 있다. 멘힐에는 시간과 함께 사라져 버렸지만, 아마 명이 도료로 그려져 있었을 것이다. 거기서 명은 보다 길게 보존 가능한 조각으로 바뀌어 갔다. 유명한 룬석의 대부분은 고인의 명예를 칭송하기 위해서 건립되었다.

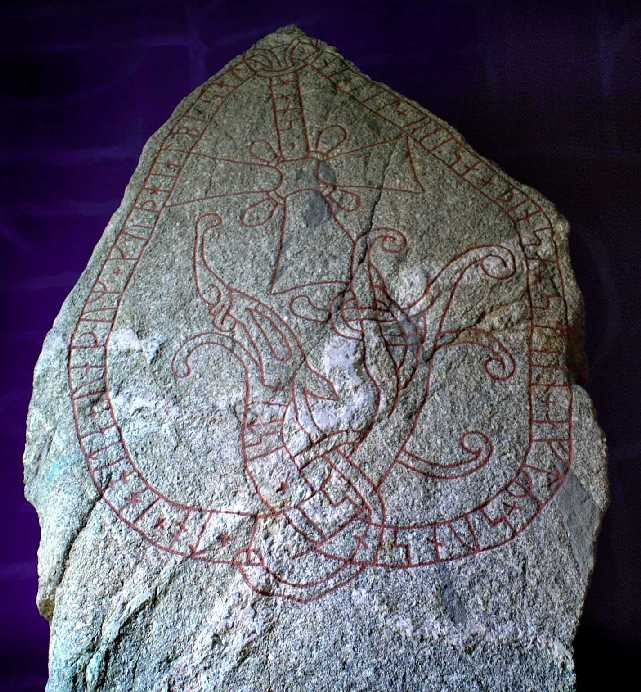
웁란드의 룬돌 U613

동부 스웨덴의 우플란드는 룬석이 가장 많은 지역으로서 유명하고, 3천 개 정도 있다. 이러한 대부분에 십자가 새겨지고 있거나, 신이나 그리스도, 백의의 기술을 볼 수 있는 등 기독교에 관련하고 있다. 웁란드의 룬석 U613이 그 좋은 예이다. 기독교의 룬석이 이 지역에서 내미고 있는 것은 오늘날의 스톡홀름 근교가 마지막 이교의 거점의 하나였기 때문이다.

## 비석이 많은 지구

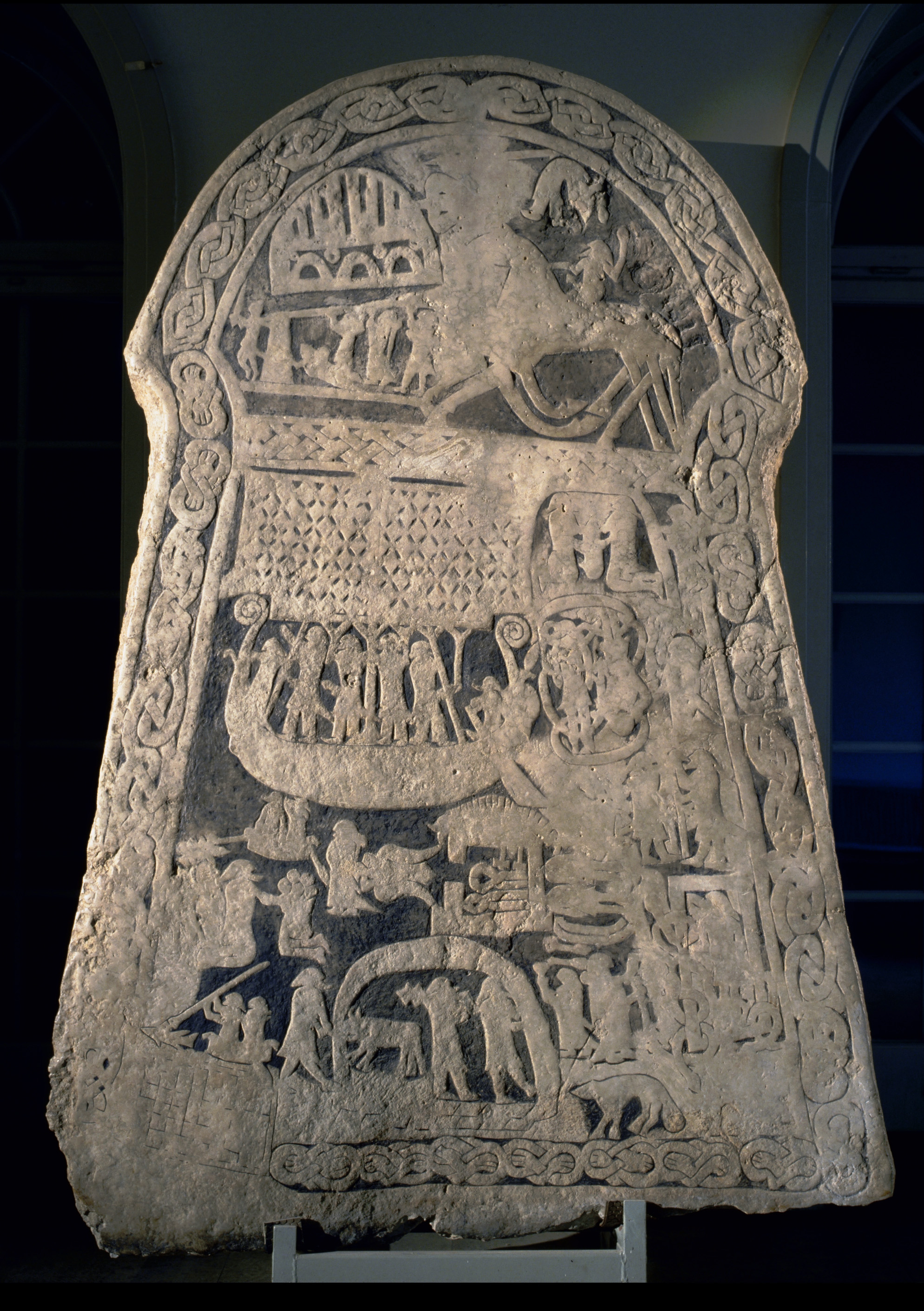
고틀란드섬 Ardre 교구에서 가장 큰 비석 (en), 서기 750년 경

룬 문자는 게르만어권의 도처에서 사용되고 있었지만, 특히 바이킹 시대의 스칸디나비아의 사람들이 잘 사용했다.
룬 문자를 사용한 고노르드어의 비문은 북쪽 독일의 헤이제뷰, 러시아, 그린랜드, 북부 스코틀랜드, 맨섬, 잉글랜드, 아일랜드의 각지에서 발견되고 있는 것부터, '룬 문자를 조각하는 습관'은 노르드인의 이주와 함께 확대되었다는 것이 밝혀진다. 예를 들면 이스탄불의 유명한 모스크 아야 소피아에도 룬 문자의 조각을 볼 수 있다. 이 사실은 바이킹의 병사와 그 문화가 지중해 남동부에까지 미치고 있던 것을 나타내 보이고 있다. 덴마크에서 가장 유명한 룬돌 은 덴마크왕 하랄 1세가 부모님에게 경의를 나타내 만든 이링의 비석이다.
다만, 당시의 헤이제뷰는 독일령은 아니었다. 이를 나타내는 증거가 헤이제뷰 근교에서 발견된 황금 뿔이며, 이것에는 북게르만어군이 초기 룬 문자의 고후사르크 (en)로 새겨지고 있다. ('명예 있는 손님, 호르테의 아들인 내가 이 뿔을 만들다.')
고노르드어를 이야기하는 민족은 그들이 기독교에 개종 하기 훨씬 전, 다른 게르만인과 같이, 스스로의 말을 적는 독자적인 문자를 가지고 있었다. 그것이 룬 문자이다. 룬 문자는 바이킹 시대가 끝날 때까지 수백 년에 걸쳐 사용되었다. 현재 발견되고 있는 가장 낡은 룬 문자의 명은 서기 2세기에까지 거슬러 올라간다. 이 문자는 지금도 게르만 어파의 언어에 영향을 남기고 있어 예를 들면 Thotn (Th)라는 문자가 아이슬란드어의 기술에 사용되고 있다. 또, 바이킹 시대의 몇 백 개의 룬석에 기독교에 관한 일이 명되고 있다.
현대에 그 수는 많지 않지만 룬돌을 만들며 숙련하는 사람들이 존재한다.

## 분류

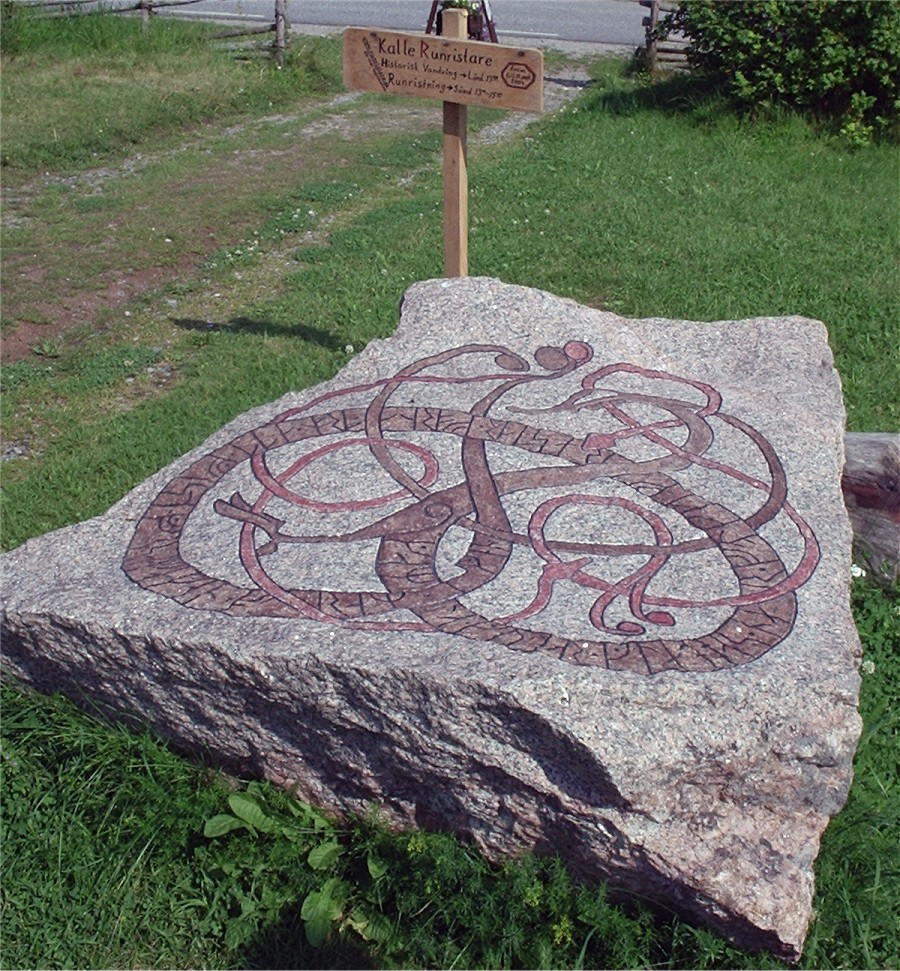
스톡홀름 근교 Adelso에 있는 근대의 룬돌

룬석은 몇 개의 카테고리로 분류할 수 있다. 가장 수나 분포가 많은 것이 기념비로서의 룬석이다. 다음으로 사망자를 추도하기 위한의 것이 있다. 스칸디나비아에는 여행지에서 죽은 사망자를 조상하기 위한 것도 많다. 그리고 4개째는 룬석과 관련하는 고대 스칸디나비아인 (Norse)의 실적을 적는 것이다.
새겨진 명의 예를 들면 (최초의 기호는 현재 붙여진 돌의 분류 번호),
- U 344: '그리고 우르브는 잉글랜드에서 세번세를 손에 넣었다. 처음은 토스테가 지불해, 2번째는 토르켈이 지불해, 최후는 크누드가 지불했다.'
- So179: '토라는 이 돌을 그녀의 아들 할로 루도와 그와 함께 싸운 잉발 (Ingvar)의 동료들의 추도를 위해서 건립한다. 그들은 병사로서 돈을 요구해 여행을 떠나, 동부에서 독수리의 먹이가 되었다. 그들은 아랍족의 토지에서 죽었다.'
- U 73: '이 명예의 표는 인과의 아들의 추억을 적은 것이다. 그녀는 그의 뒤를 계승해, 형제들이 그녀의 뒤를 이었다. 그들은 그리스에서 죽었다.'
- U 209: '그는 루스 상업지의 동부에서 돈을 번 돈으로, 이 토지를 샀다.'

룬석의 다른 주요한 종류는 자신의 공적을 적은 것이다. 고대 스칸디나비아 사회에서는 스스로의 실적을 서정시 사가의 형태로 자랑하는 것이 명예로 여겨진 것이 당시의 룬돌로부터 알려진다. 몇 백 명이나 되는 사람들이 스스로의 실적이나 뛰어난 특징을 넓히는 목적으로 문자를 새겼다. 2, 3예를 든다.
- U 1011: 'Vigmund는 이 비석에 자신의 기록을, 즉 가장 현명한 남자인 것을 새긴다. 신은 선장이었던 그의 영혼을 구할 것이다. Vigmund와 Afrid가 생이 있을 때에 이 기억을 적는다.'
- Froso의 룬돌: 'Ostman Gudfast의 아들은 다리를 만들어, 옘틀란드에서 기독교도가 되었다.'
- Dr 212:'Eskill Skulkason은 이 돌을 자신을 위해서 만들었다. Eskill이 무엇을 만들었는지를 영원히 전할 것이다.'
- U 164: 'Jarlabanki는 이 돌에 자신의 생애를 새긴다. 그리고 이 길을 자신의 영혼을 위해서 만든다. 그리고 그는 Taby 전 국토를 손에 넣었다. 신은 그의 영혼을 구할 것이다.'

이러한 명에도 기록되고 있듯이, 비교적 최근에 기독교도가 된지 얼마 안 된 사람들의 종교적인 행위에 대해 기록되고 있는 돌도 있다. 이러한 기술로부터, 룬석을 만들 여유가 있던 사람이 한 선행을 알 수 있다. 다른 명으로부터도, 믿음의 깊이를 읽어낼 수 있다. 그 예를 든다.
- U 160: 'Ulvshattil과 Gye와 Une은 그들이 뛰어난 아버지 Ulv의 실적을 칭하기 위해서 이 비석을 만들게 했다. 그는 Skolhamra로 살았다. 신과 신의 어머니는 그의 정신과 영혼을 구해, 그에게 빛과 천국을 하사할 것이다.'

룬석은 남자가 추억을 기록으로서 남기기 위해서 만들어진 것이 대부분이지만, 여성에 대해 말한 것도 많아, 특히 영주나 믿음이 깊은 기독교도에 대한 물건은 많다. 예를 들면,
- So101: 'Alrik의 어머니이자 Orm의 딸 Sigrid는 그녀의 남편이자 Sigoerd의 아버지 Holmgers의 영혼을 위해서 이 다리를 건설했다.'

대가족의 중요한 멤버로서:
- Br Olsen; 215:'Mael-Lomchon과 Adils가 아내로 한 Dubh-Gael의 딸은 이 십자를 양모 Mael-Muire의 기념으로서 내건다. 좋은 양자를 남기는 것이 나쁜 친자식을 남기는 것보다도 우수하다.'

또, 사랑하는 사람을 생각해 만들어진 것도 있다:
- N 68:Thythrik의 딸 Gunnor은 그녀의 딸 Astrid를 기념하여 다리를 만들었다. 그녀는 Hadeland에서 가장 숙련 한 기술을 가지는 여자였다. '

룬석에는, 기독교가 전래한 이후는 기독교 십자가 새겨지는 것이 많아, 사용되는 문자도 보다 새로운 신후사르크 (Younger Futhark)가 사용된다. 그 이전의 것은 북유럽 신화와 고후사르크가 사용된다. 이러한 명은 북유럽의 나라에서 작성된 것으로서는 가장 낡은 문서이며, 타국의 종교로 비극의 전환을 이루기 전의 스칸디나비아의 신화와 사회를 따라가는 개인가의 단서를 준다.
명 안에는 디자인적인 것도 있다. 예를 들면 서펜트 (심볼로서의 뱀)을 본뜬 룬 문자가 있다. 또, 고틀란드섬에서 발견되고 있는 회화 비석에는 룬 문자가 없이, 회화적인 모양이 그려져 있는 것이 있다.

## 착

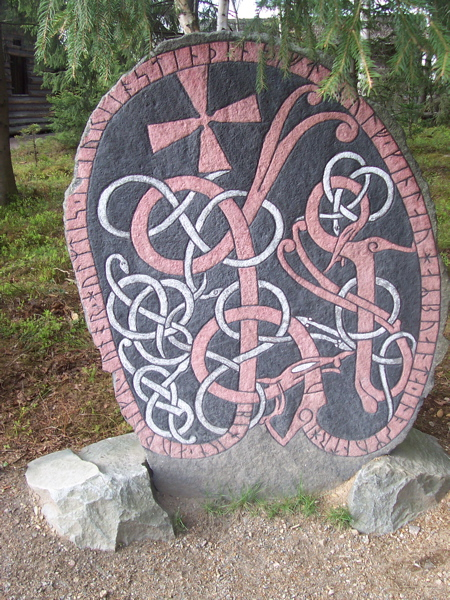
현재 스웨덴 Skansen에 있는 Upplandian Rune Inscription 871는 이끼나 풍우로부터 보호하기 위해서 착색되고 있다. 조사에 의하면, 원래의 룬석도 착색되었다.

조각된 돌에 쓰여진 룬 문자는 칠이 베풀어지고 있어 고고학적 분석으로부터 많게는 적색이었던 것이 밝혀져 있다. 빨강은 보기 쉽기 때문이다. 새롭게 발견되는 돌은 침식이 격렬하고, 색이 없어져 있는 것이 많기 때문에, 근년 관리자에 의해서 읽기 쉽게 발라진 것도 많다. 또, 명이 조각해진 배경으로, 글자가 빛나는 색 (흑, 흰색, 갈색이 많다)이 베풀어지는 것도 많다. 표면은 풍화로 열화 한 것이며, 근래에는 색을 다시 바른 것이야말로 본래의 모습이었다고 말해지는 것도 많다.

## 보존과 수복
룬석의 표면 조각은 이끼 등으로 인한 파손 위험에 노출되어 있다. 스웨덴에서는 이끼가 1년에 2mm 정도 성장한다. 조건에 따라서는 한 층 더 성장이 빠르다. 이는 돌에 구멍을 내 이를 파손시킨다. 또 룬석은 길가에 놓여져 있는 경우가 대부분이기 때문에 먼지가 튀어 이가 이끼의 성장을 가속시킨다. 조류나 선류도 또한 파손의 원인이 된다.이렇게 생겨난 금에 비집고 들어간 물은 얼거나 진흙이나 유기물과 들어가 섞 돌의 표면을 더 파손시킨다.
적절한 처치를 실시하면 파손을 늦추거나 멈출 수 있다. 예를 들면 돌의 표면을 입자가 곱고 습한 점토로 가리는 방법이 있다. 2, 3주일 지나면 이끼는 질식해 시든다.

## 같이 보기
북유럽 연구를 할 때 항상 문제가 되는 것은 연구자의 출신국에 의해서 같은 사물의 통칭이 바뀌는 것이다. 이 문서에 쓰여진 용어도 같은 문제를 떠안고 있다. 다음 문서도 참조.
- 룬석 목록 (en)
- 바랑기아 룬석 (en)
- 두운시 (en)
- 우프사라의 신전
- 톨룬드 맨 (en)
- 바르크누트 (en)
- 심리스 룬스톤즈
- 비석
- 잉글랜드의 룬석 (en)
- 켈트 십자

## 참고 문헌
- Jansson, Sven B.F. (1987), 《Runes in Sweden》, ISBN 917844067X
- Stocklund, Marie, 편집. (2006), eln=200957 《Runes and their secrets : studies in runology》 |url= 값 확인 필요 (도움말), ISBN 978-87-635-0627-4[깨진 링크(과거 내용 찾기)]